# HMS Musketeer (G86)
«Маскітер» (англ. HMS Musketeer (G86) — військовий корабель, ескадрений міноносець типу «M» Королівського військово-морського флоту Великої Британії за часів Другої світової війни.
Ескадрений міноносець «Маскітер» закладений 2 грудня 1940 року на верфі компанії Fairfield Shipbuilding and Engineering Company у Говані. 4 вересня 1941 року він був спущений на воду, а 18 вересня 1942 року увійшов до складу Королівських ВМС Великої Британії. Есмінець взяв активну участь у бойових діях на морі в Другій світовій війні, бився у Північній Атлантиці, біля берегів Франції, Англії та Норвегії, змагався у бою біля мису Нордкапа, супроводжував арктичні та атлантичні конвої. За проявлену мужність та стійкість у боях бойовий корабель заохочений чотирма бойовими відзнаками.

## Служба

### 1942
Першим бойовим походом есмінця «Маскітер» після введення його до строю, став вихід наприкінці листопада з есмінцем «Орвелл» на супровід конвою QP 15, що повертався від берегів Росії. 17 листопада новий конвой вийшов з Кольської затоки, маючи у своєму складі 32 транспортних та вантажних судна під ескортом 30 бойових кораблів
На переході морем німецькі підводні човни U-625 та U-601 потопили одне британське та одне радянське транспортні судна, есмінці радянського флоту «Баку» та «Сокрушительний» були пошкоджені, згодом останній затонув. Решта конвою практично без втрат дісталась берегів Ісландії.
19 грудня 1942 року «Маскітер» з есмінцями «Квадрант» і «Рейдер» охороняли лінкор «Кінг Джордж V» і важкий крейсер «Бервік», що разом утворювали далекий ескорт арктичного конвою JW 51A до Росії. Після успішного проведення конвою корабель повернувся зі зворотнім конвоєм RA 51.

### 1943
21 січня 1943 року есмінець «Маскітер» увійшов до сил британського флоту, що супроводжували конвой JW 52 з 15 транспортників, які йшли до Кольської затоки. «Маскітер» діяв у складі ескорту з есмінцями «Бігл», «Бульдог», «Матчлес», «Оффа», «Онслот» та польський «Піорун». Після прибуття до берегів Радянського Союзу та розвантаження з тими ж есмінцями та додатково з «Форестер», «Ікарус» і «Онслоу» супроводжував транспортні судна до берегів Лох Ю.
Протягом червня-липня 1943 року «Маскітер» виконував завдання у північній частині Атлантичного океану. На початку липня взяв участь у військових навчаннях за планом операції «Камера», яка мала за мету проведення тренування в діях флоту щодо недопущення прориву німецького лінкору «Тірпіц» з Кофіорду до Північної Атлантики. У навчаннях брали участь авіаносець «Ф'юріос», лінкори «Герцог Йоркський», «Саут Дакота», крейсер «Глазго», есмінці «Махратта», «Мілн», «Маскітер», «Метеор», «Еллісон», «Еммонс», «Фітч», «Макомб», «Родман».
26 липня «Маскітер» діяв за планом демонстраційної операції «Говернор», метою якої визначалось зімітувати проведення конвою до південної Норвегії та в такій спосіб виманити німецький «Тірпіц» із захищеного норвезького фіорда. Операція розпочалась виходом з ісландського Хваль-фіорду групи кораблів «A», що виконували роль приваби: авіаносця «Іластріас», лінкорів «Енсон» та «Алабама», есмінців «Махратта», «Мілн», «Маскітер», «Метеор», «Еммонс», «Фітч», «Макомб», «Родман».
У листопаді супроводжував у далекому ескорті конвой JW 54B до Радянського Союзу.
22 грудня 1943 року супроводжував черговий арктичний конвой JW 55B з 19 транспортних та вантажних суден під командуванням віцеадмірала Б. Фрезера.
Під час переходу стався морський бій між союзними кораблями та німецьким лінкором «Шарнгорст».

### 1944
28 січня 1944 року «Маскітер» вийшов з ескортною групою конвою JW 56B, що прямував до Кольської затоки. Транспортний конвой зазнав скоординовані атаки німецьких субмарин..
У ході зіткнень «Гарді» дістав важких пошкоджень і був затоплений. 30 січня есмінці «Метеор» і «Вайтхол» південно-східніше острову Ведмежий затопили німецький підводний човен U-314.
3 лютого 1944 року «Маскітер» з есмінцями «Опорт'юн», «Севідж», «Оффа», «Венус», «Віджілент», «Інконстант», «Махратта», «Мілн», «Маскітер», «Скодж», «Гурон» і «Сторд» вийшов на супровід арктичного конвою RA 56 від берегів Радянської Росії.
20 квітня 1944 року «Мілн» вийшов у черговий похід до Кольської затоки, супроводжуючи крейсер «Дайадем» і ескортні авіаносці «Фенсер» і «Актівіті», куди без втрат прибули 23 квітня.
З 17 до 24 серпня 1944 року есмінець діяв в охороні конвою JW 59, що вийшов з Лох Ю до Кольської затоки. На зворотному шляху «Маскітер» ескортував конвой RA 59A.
З 17 до 23 вересня 1944 року «Маскітер» супроводжував конвой JW 60 до Мурманська та зворотний конвой RA 60.